# Gévacolor

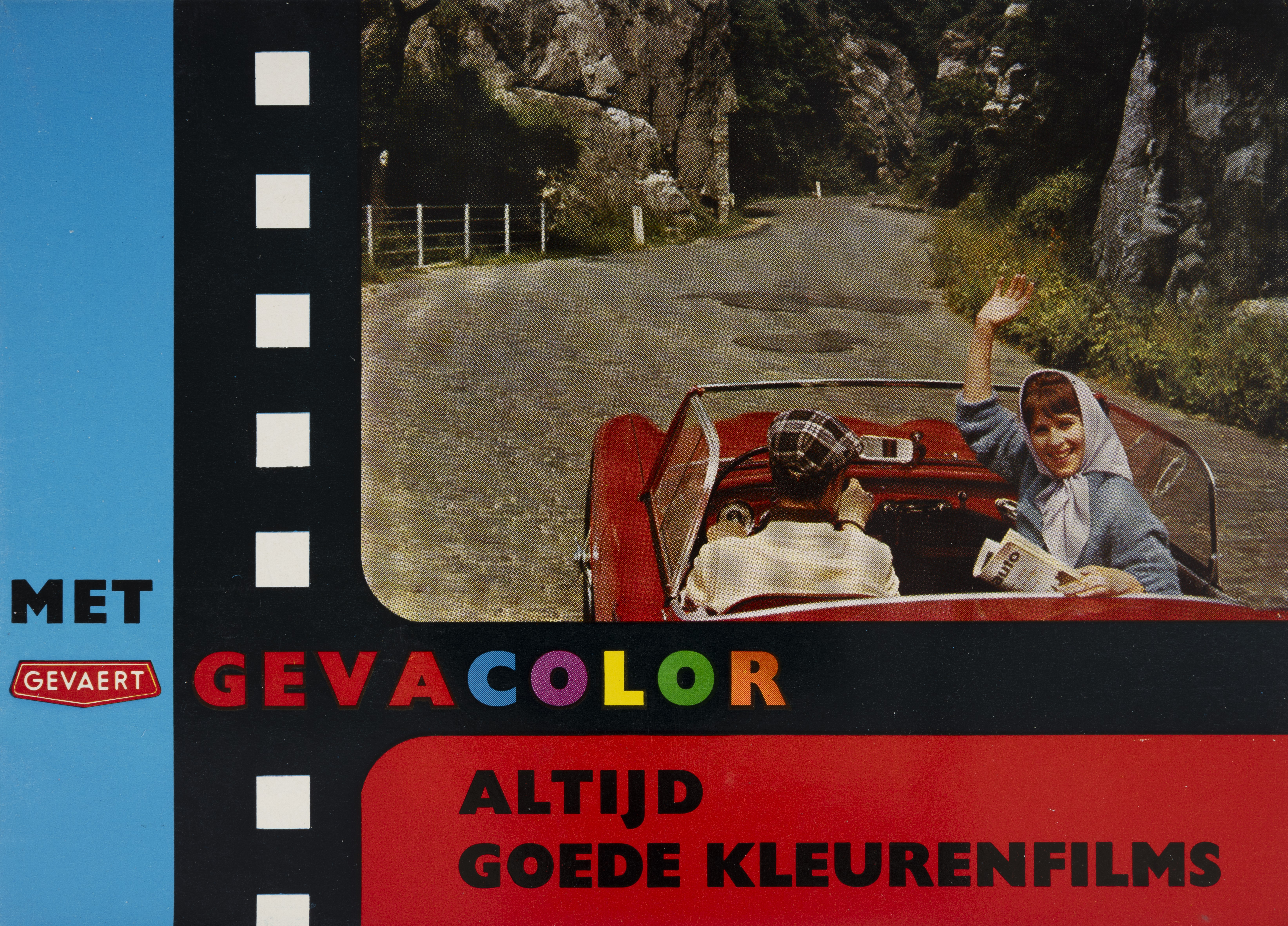
Publicité pour le film Gevacolor en néerlandais. Année inconnue.

Gévacolor est un procédé de cinéma en couleur, introduit en 1947 par Gevaert en Belgique et affilié à Agfacolor. Le processus et l'entreprise ont prospéré dans les années 1950 car ils étaient bien adaptés au tournage en extérieur. Les deux sociétés ont fusionné en 1964 pour former Agfa-Gevaert et ont continué à produire des films jusque dans les années 1980.

## Histoire
Bien que Gévacolor ait été produit pour la première fois par Gevaert en 1947, le nom de la marque n'a été protégé que trois ans plus tard, car l'entreprise pensait que personne ne revendiquerait ce nom. Dans son magazine interne Foto-dienst, l'entreprise a précisé les deux premiers types de Gevacolor : un pour les prises de vue en lumière du jour et un pour celles en lumière artificielle. Les deux étaient disponibles en film petit format (35 mm). Bien que certains prétendent que Gevaert a été la première entreprise à produire des films couleur dans la période d'après-guerre, Roosens doute de cette affirmation. Ferrania avait déjà produit un film diapo entre 1942 et 1944, puis de nouveau en 1951. De plus, en 1946, des films couleur utilisant la technologie Agfacolor étaient produits sous la supervision soviétique dans une usine de Chostka, sous la marque Sovcolor.

## Films tournés en Gevacolor

### Films bangladais
| Titre       | Couleur   | Année   | Notes                                                | Ref. |
| ----------- | --------- | ------- | ---------------------------------------------------- | ---- |
| Narom Garom | Gévacolor | Inconnu | Premier long métrage en Bengali tourné en Gévacolor. |      |

### Films pakistanais
| Titre                  | Couleur   | Année | Notes | Ref. |
| ---------------------- | --------- | ----- | ----- | ---- |
| Mera Naam Hai Mohabbat | Gévacolor | 1975  |       |      |

### Films turcs
| Titre               | Couleur   | Année | Notes | Ref. |
| ------------------- | --------- | ----- | ----- | ---- |
| Çanakkale Aslanları | Gévacolor | 1964  |       |      |

### Films européens
| Titre                        | Couleur                  | Année | Notes | Ref.  |
| ---------------------------- | ------------------------ | ----- | --- | ----- |
| La Maison du printemps       | Gévacolor                | 1949  | Premier film tourné en Gévacolor. |       |
| Lúdas Matyi                  | Gévacolor                | 1950  | Premier long métrage en Hongrie tourné en Gévacolor.                                                                                                |       |
| Blaubart                     | Coloré                   | 1951  | Tourné en Gévacolor. |       |
| Grün ist die Heide           | Gévacolor                | 1951  | | [ 5 ] |
| Cet âge est sans pitié       | Gévacolor                | 1952  | |       |
| Senza Veli                   | Gévacolor                | 1952  | |       |
| Violettes impériales         | Gévacolor                | 1952  | | [ 5 ] |
| Alerte au sud                | Gévacolor                | 1953  | | [ 6 ] |
| Tarantella napoletana        | Gévacolor                | 1953  | |       |
| La dame aux camélias         | Gévacolor                | 1953  | |       |
| L'uomo, la bestia e la virtù | Partiellement en couleur | 1953  | Certaines scènes ont été tournées en Gévacolor. |       |
| Le Navire des filles perdues | Gévacolor                | 1953  | |       |
| Königliche Hoheit            | Gévacolor                | 1953  | Pour des raisons juridiques, les films allemands tournés en Gévacolor comportaient un avertissement : « Gevacolor nach Agfa und Gevaert Patenten ». | [ 4 ] |
| Jeanne au bûcher             | Gévacolor                | 1954  | | [ 4 ] |
| Orient Express               | Gévacolor                | 1954  | | [ 4 ] |
| Le Comte de Monte-Cristo     | Gévacolor                | 1954  | |       |
| Quai des blondes             | Gévacolor                | 1954  | |       |
| Suspiros de Triana           | Gévacolor                | 1955  | | [ 7 ] |
| India: Matri Bhumi           | Gévacolor                | 1958  | Premier documentaire hybride tourné en Gévacolor.                                                                                                   |       |
| The Devil's Nightmare        | Gévacolor                | 1971  | |       |
| L'Arbre aux sabots           | Gévacolor                | 1978  | Dernier film tourné en Gévacolor. |       |

### Films indiens
| Titre                           | Couleur                    | Année | Notes | Ref. |
| ------------------------------- | -------------------------- | ----- | --- | ---- |
| Kalyaanam Pannippaar            | Partiellement en couleur   | 1952  | Premier film tamoul et sud-indien avec une suite en couleur. La séquence de chansons de « Engu Sendraayo » a été filmée en couleur.                |      |
| Shahenshah                      | Gévacolor                  | 1953  | Premier long métrage indien tourné en Gévacolor.                                                                                                   |      |
| Succa Jhoota                    | Gévacolor                  | 1953  | Premier long métrage indien tourné en Gévacolor.                                                                                                   |      |
| Kanavaney Kankanda Deivam       | Partiellement en couleur   | 1955  | Deuxième film tamoul avec séquence de couleurs. Séquence de chant « Jagajothiye » et séquence de danse finale en couleur.                          |      |
| Alibabavum 40 Thirudargalum     | Coloré                     | 1956  | Premier film tamoul entièrement coloré. |      |
| Marma Veeran                    | Partiellement en couleur   | 1956  | Film tamoul avec quelques scènes tournées en couleur.                                                                                              |      |
| Kannin Manigal                  | Partiellement en couleur   | 1956  | Film tamoul contenant des séquences Gévacolor. Film perdu.                                                                                         |      |
| Thangamalai Ragasiyam           | Partiellement en couleur   | 1957  | Film tamoul. Séquence de la chanson « Ehalogame » en couleurs.                                                                                     |      |
| Rathnagiri Rahasya              | Partiellement en couleur   | 1957  | Film kannada. Séquence d'une chanson en couleurs.                                                                                                  |      |
| Ambikapathy                     | Partiellement en couleur   | 1957  | Film tamoul. Séquence de duos en couleurs. |      |
| Allaudinum Arputha Vilakkum     | Partiellement en couleur   | 1957  | Film tamoul. Séquence de chansons « Chelaadum Neerodai Meethae » en couleur.                                                                       |      |
| Allavuddin Adbhuta Deepam       | Partiellement en couleur   | 1957  | Film télougou. Une séquence de chansons en couleurs.                                                                                               |      |
| Nadodi Mannan                   | Partiellement en couleur   | 1958  | Film tamoul. Seconde moitié en couleur. |      |
| Illarame Nallaram               | Partiellement en couleur   | 1958  | Film tamoul. Séquence de danse de Saroja Devi et Kumari Kamala en couleur.                                                                         |      |
| Engal Kudumbam Perisu           | Partiellement en couleur   | 1958  | Film tamoul. Drame de danse pour enfants en couleurs.                                                                                              |      |
| School Master                   | Partiellement en couleur   | 1958  | Film kannada. Drame de danse pour enfants en couleurs.                                                                                             |      |
| Appu Chesi Pappu Koodu          | Partiellement en couleur   | 1958  | Film télougou. Une séquence de danse en couleurs.                                                                                                  |      |
| Thirumanam                      | Partiellement en couleur   | 1958  | Film tamoul. Séquence de danse de Gopi Krishna, Kumari Kamala et B. Sarojadevi en couleur. Il s’agit d’un film perdu sans aucune copie survivante. |      |
| Minnal Veeran                   | Partiellement en couleur   | 1959  | Film tamoul. Quelques séquences de couleurs. |      |
| Deiva Balam                     | Partiellement en couleur   | 1959  | Film tamoul. Deuxième moitié du film et autres segments en couleur.                                                                                |      |
| Daiva Balam                     | Partiellement en couleur   | 1959  | Film télougou. Deuxième moitié du film et autres segments en couleur.                                                                              |      |
| Veerapandiya Kattabomman        | Gévacolor                  | 1959  | Film tamoul. Filmé entièrement en Gevacolor, puis tirages sortis en Technicolor.                                                                   |      |
| Athisaya Penn                   | Partiellement en Gévacolor | 1959  | Film tamoul. Le film a été tourné en Gévacolor. Le point culminant de ce film a été tourné en Technicolor pendant 45 minutes.                      |      |
| Adutha Veetu Penn               | Partiellement en couleur   | 1960  | Film tamoul. La chanson « Enakkaga Nee Raja » a été tournée en couleur.                                                                            |      |
| Kuzhandhaigal Kanda Kudiyarasu  | Partiellement en couleur   | 1960  | Film tamoul. Certaines parties du film sont apparues en couleur.                                                                                   |      |
| Pillalu Techina Challani Rajyam | Partiellement en couleur   | 1960  | Film télougou. Certaines parties du film sont apparues en couleur.                                                                                 |      |
| Makkala Rajya                   | Partiellement en couleur   | 1960  | Film kannada. Certaines parties du film sont apparues en couleur.                                                                                  |      |
| Runanubandham                   | Partiellement en couleur   | 1960  | Film télougou. |      |
| Sri Valli                       | Coloré                     | 1961  | Film tamoul. |      |
| Sabarimala Sri Ayyappan         | Coloré                     | 1961  | Seul film malayalam en Gévacolor |      |
| Kappalottiya Thamizhan          | Partiellement en couleur   | 1961  | Film tamoul. Une séquence musicale filmée en couleur.                                                                                              |      |
| Aradhana                        | Partiellement en couleur   | 1962  | Film télougou. Séquence de la chanson « Ohoho Mavayya » en couleurs.                                                                               |      |
| Lava Kusa                       | Gévacolor                  | 1963  | Dernier film tamoul tourné en Gévacolor. |      |
| Lava Kusa                       | Gévacolor                  | 1963  | Le premier long métrage Telugu tourné en Gévacolor.                                                                                                |      |

### Films malais
| Titre         | Couleur   | Année | Notes                                                             | Ref. |
| ------------- | --------- | ----- | ----------------------------------------------------------------- | ---- |
| Buloh Perindu | Gévacolor | 1953  | Le premier long métrage malaisien tourné en Gévacolor.            |      |
| Ribout        | Gévacolor | 1956  | Troisième film couleur en Malaisie et deuxième film en Gévacolor. |      |
| Mahsuri       | Gévacolor | 1959  | Troisième film Gévacolor en Malaisie.                             |      |